# El Pericón
El Pericón es una localidad del estado mexicano de Guerrero. Es parte del municipio de Tecoanapa.

## Demografía
| Gráfica de evolución demográfica |
|                                  |

| Censo | Población |
| ----- | --------- |
| 1900  | 111       |
| 1910  | 120       |
| 1921  | 146       |
| 1930  | 200       |
| 1940  | 297       |
| 1950  | 509       |
| 1960  | 571       |
| 1970  | 827       |
| 1980  | 1 094     |
| 1990  | 1 514     |
| 2000  | 1 834     |
| 2010  | 1 841     |
| 2020  | 1 688     |